# Cleansing
Cleansing (engl. für Reinigung) ist das vierte Studioalbum der amerikanischen Metal-Band Prong. Es erschien im Januar 1994 via Epic Records.

## Entstehung und Musikstil
Mit Cleansing öffnete die Band ihren von groovigen Metalriffs bestimmten Stil weiter und ergänzte ihn durch Synthesizer-Effekte und streckenweise, vor allem bei Whose Fist Is This Anyway und Snap Your Fingers, Snap Your Neck tanzbare Rhythmen. Ein wichtiger Einfluss ist Killing Joke, deren früherer Bassist Paul Raven für den unter gesundheitlichen Problemen leidenden Troy Gregory in die Band kam. Zudem wurde mit John Bechdel ein Keyboarder in die Band geholt, der auch live auftrat. Tommy Victor sagte, als Trio sei man doch etwas „limitiert“ gewesen. Raven hatte bereits auf der vorhergehenden EP Whose Fist Is This Anyway, die allerdings mit dem gleichnamigen Song auf Cleansing nur den Namen gemein hatte, einige Songs als Remix-Versionen abgemischt. Er hatte zuvor bei der Band Pigface gespielt und Prong an der Wand eines Backstage-Raums die Nachricht hinterlassen, ihn zu kontaktieren. Die Band hatte 35 Songs zur Verfügung, bei der Auswahl plädierte Raven allerdings dafür, diejenigen zu nehmen, die härter ausfielen als Killing Joke. Nach der Veröffentlichung des Albums ging die Band mit Clutch und Drown in den USA auf die Cleansing-Tour, in Europa tourte die Band mit den Vorbands Life of Agony und The Obsessed.

## Texte
Der Albumtitel stammt aus dem Song Another Worldly Device. Hier geht es um Gedanken, Ideen, Drogen, die einen Menschen daran hindern, sich auf das Wesentliche zu konzentrieren. Home Rule kritisiert die Mentalität von Menschen, etwa von Straßengangs, sich an der Zugehörigkeit zu ethnischen Gruppen zu orientieren.

## Rezeption
Die Single Snap Your Fingers, Snap Your Neck entwickelte sich zu einem Clubhit, das Lied wurde auch mehrfach gecovert, so etwa von Dry Kill Logic, Demon Hunter oder Six Feet Under. In Deutschland wurde kurz nach der Albumveröffentlichung auf Betreiben des dortigen Sony-Ablegers ein Remix-EP mit Coverversionen bekannter deutscher Techno-DJs veröffentlicht. Darunter waren Thomas P. Heckmann, G 104 alias Cem Oral und Atom Heart alias Uwe Schmidt.
Holger Stratmann vom Rock Hard nannte die „Groovemaschine“ Prong auf Cleansing „besser geölt“ als zuvor. Another Worldly Device verglich er mit Pantera, hob aber auch die „coolen Melodien“ der „B-Seite“ hervor, wo er allerdings auch „ein paar kleinere Schwächen“ lokalisierte. Er vergab neun von zehn Punkten. Das Album belegte gemeinsam mit Metal Churchs Hanging in the Balance den ersten Platz der monatlichen „Richterskala“ des Magazins. Stephen Thomas Erlewine von Allmusic schrieb, die leichten Techno- und Industrial-Einflüsse stärkten nur die metallische Seite der Band. Cleansing sei die abwechslungsreichste und beste Platte Prongs bisher. Viereinhalb von fünf Sternen und die Auszeichnung „AMG Album Pick“ wurden vergeben. Im Horror Infernal irritierten Ingo Lucker die „teilweise echt abgefahrenen Ideen“, die ihn zur Vergabe von (die Höchstpunktzahl 15 verfehlenden) 11 Punkten veranlassten. Als „schlicht und einfach hart, schnell und aggressiv“ charakterisierte Fabian Fischer in Heavy, oder was!? die Musik von Prong und fügte hinzu, dass sie „nie ins Sinnlose“ ausufere. Christoph Hesse vom Rockmagazin Bang! machte „eingängige, jedoch sehr charismatische Grooves“ und „saftige Gitarren-Melodiebögen“ aus, die in Kombination mit nicht mehr ganz so monotonem Gesang wie früher ein emotionales und gleichzeitig brachiales „Gesamtgefüge“ ergäben. Daniel Scotti von EB/Metronom erwärmte sich besonders für die „ruhigeren Stücke“ mit ihren im Stilkontext „eher ungewöhnlich einprägsamen Melodiebögen, allesamt groovig eingebettet“ in die präzise Rhythmusarbeit und treibenden Gitarrenriffs.

## Titelliste
1. Another Worldly Device – 3:23
2. Whose Fist is this Anyway? – 4:42
3. Snap Your Fingers, Snap Your Neck – 4:11
4. Cut-Rate – 4:52
5. Broken Peace – 6:11
6. One Outnumbered – 4:58
7. Out of this Misery – 4:25
8. No Question – 4:17
9. Not of this Earth – 6:25
10. Home Rule – 3:57
11. Sublime – 3:53
12. Test – 6:40

## Artwork
Das Album wies eine sehr reduzierte, in grau gehaltene Covergestaltung mit einem Tierauge neben einer verbogenen Gabel mit drei Zinken auf einer Zeitungsseite mit Todesanzeigen auf. Die Band verzichtete bewusst auf den Abdruck der Texte, damit sich der Zuhörer eigene Gedanken machen könne. Stattdessen setzte man in selbstironischer Weise eine fingierte Werbeanzeige für andere Sony-Alben etwa von Tammy Wynette, Benny Goodman, Doris Day, Donovan oder Neil Diamond in das Booklet, zwischen denen die Cover früherer Prong-Alben platziert wurden.